# Gare de Pont-de-Sallaumines
Gare de Pont-de-Sallaumines vasútállomás Franciaországban, Sallaumines településen.

## Vasútvonalak
Az állomást az alábbi vasútvonalak érintik:
- Lens-Ostricourt-vasútvonal

## Kapcsolódó állomások
A vasútállomáshoz az alábbi állomások vannak a legközelebb:
- Gare de Lens
- Gare de Coron-de-Méricourt